# Graniczna Placówka Kontrolna Trzebież
Graniczna Placówka Kontrolna Trzebież – zlikwidowany pododdział Wojsk Ochrony Pogranicza wykonujący kontrolę graniczną osób, towarów i środków transportu bezpośrednio w przejściu granicznym na granicy z Niemiecką Republiką Demokratyczną.
Graniczna Placówka Kontrolna Straży Granicznej w Trzebieży – zlikwidowana graniczna jednostka organizacyjna Straży Granicznej wykonująca kontrolę graniczną osób, towarów i środków transportu bezpośrednio w przejściach granicznych na granicy morskiej.

## Formowanie i zmiany organizacyjne
W czerwcu 1948 została utworzona Graniczna Placówka Kontrolna Trzebież (GPK Trzebież) według etatu nr 7/52  w składzie 1 podoficer 6 szeregowych. Zadaniem nowo zorganizowanej GPK była kontrola holowników i barek niemieckich zmierzających do Szczecina. Rok później rozbudowano GPK Trzebież.
W 1950 przeformowana została na morską graniczną placówkę kontrolną.
W 1952 Graniczna Placówka Kontrolna Trzebież została włączona w etat 12 Brygady WOP nr 352/6 . 
Od 1955 GPK Trzebież posiadała stan etatowy 25 wojskowych i podlegała 124 batalionowi WOP Trzebież, później Police.
1 lipca 1965 WOP podporządkowano Ministerstwu Obrony Narodowej, Dowództwo WOP przeformowano na Szefostwo WOP z podległością Głównemu Inspektoratowi Obrony Terytorialnej. Do Ministerstwa Spraw Wewnętrznych odeszła cała kontrola ruchu granicznego oraz ochrona GPK. Jesienią 1965 GPK Trzebież weszła w podporządkowanie Wydziału Kontroli Ruchu Granicznego Komendy Wojewódzkiej Milicji Obywatelskiej.
1 października 1971 WOP został podporządkowany pod względem operacyjnym, a od 1 stycznia 1972 pod względem gospodarczym MSW. Do WOP powrócił cały pion kontroli ruchu granicznego wraz z przejściami. Przywrócono jednolity system ochrony granicy państwowej.
W 1976 zniesiona została numeracja brygad WOP. Wówczas to zarządzeniem DWOP z 17 lutego 1976 i 25 lipca 1976 przyjęto tylko nazwę „regionalną” Pomorska Brygada WOP. GPK Trzebież podlegała bezpośrednio pod sztab Pomorskiej Brygady WOP w Szczecinie i tak funkcjonowała do 15 maja 1991.
Straż Graniczna:
15 maja 1991 po rozwiązaniu Wojsk Ochrony Pogranicza, od 16 maja 1991 ochronę granicy państwowej przejęła nowo sformowana Straż Graniczna. Graniczna Placówka Kontrolna w Trzebieży weszła w podporządkowanie Pomorskiego Oddziału Straży Granicznej i przyjęła nazwę Graniczna Placówka Kontrolna Straży Granicznej w Trzebieży (GPK SG w Trzebieży).
W 2000 począwszy od Komendy Głównej SG, Oddziałów SG i na końcu strażnic SG oraz GPK SG, rozpoczęła się reorganizacja struktur Straży Granicznej związana z przygotowaniem Polski do wstąpienia do Unii Europejskiej i przystąpieniem do Traktatu z Schengen. Podczas restrukturyzacji wprowadzono kompleksową ochronę granicy już na najniższym szczeblu organizacyjnym, tj. strażnica i graniczna placówka kontrolna. Wprowadzona całościowa ochrona granicy zniosła podział na graniczne jednostki organizacyjne ochraniające tylko tzw. „zieloną granicę” i prowadzące tylko kontrole ruchu granicznego. W wyniku tego, 2 stycznia 2003 nastąpiło zniesie Strażnicy SG w Nowym Warpnie–Karsznie, a ochraniany odcinek granicy wraz z obsadą etatową, przejęła Graniczna Placówka Kontrolna SG w Trzebieży.
Jako Graniczna Placówka Kontrolna Straży Granicznej w Trzebieży funkcjonowała do 23 sierpnia 2005 i 24 sierpnia 2005, Ustawą z 22 kwietnia 2005 O zmianie ustawy o Straży Granicznej..., została przekształcona na Placówkę Straży Granicznej w Trzebieży (PSG w Trzebieży) w strukturach Pomorskiego Oddziału Straży Granicznej.

## Ochrona granicy

### Podległe przejścia graniczne
- Trzebież (morskie)[10]
- Nowe Warpno (morskie) – od 12 lipca 1996[10].

2 stycznia 2003 GPK SG w Trzebieży przejęła pod ochronę odcinek granicy państwowej, po rozformowanej Strażnicy SG w Nowym Warpnie–Karsznie.

## Dowódcy/komendanci granicznej placówki kontrolnej
- por. Józef Kubik (1952–1960)[11]
- por. Mieczysław Soliś cz.p.o. (1959 i 1962)
- kpt. Stanisław Sarna (1961–1962)
- por. Edmund Izydrczyk (1962–1964)
- ppor./kpt. Bronisław Leszczuk (1964–1965)[11]
- por. Mieczysław Katarzyński[11]
- kpt. Leszczucki[11]
- por. Jan Nizowicz (01.06.1986–14-05-1990)[12]

---
- kpt. Henryk Kolada[11]
- kpt. Czesław Lorenc[11].
- Andrzej Bałdyga.